# Selena Rudge
Pas d'image ? Cliquez ici

a Compétitions nationales et continentales officielles uniquement.

b Matchs officiels uniquement.
Dernière mise à jour le 8 août 2025.
Selena Rudge, née le 5 novembre 1975, est une joueuse internationale anglaise de rugby à XV, occupant le poste de talonneuse. Elle effectue sa carrière en club avec les Wasps (en).

## Biographie
Selena Rudge fait partie du groupe anglais qui dispute la Coupe du monde 2006.

## Palmarès
- 47 sélections en équipe d'Angleterre
- Finaliste de la Coupe du monde en 2006.